# Serie A 2019-2020 (pallacanestro maschile)
La Serie A 2019-2020 è stata la 98ª edizione del massimo campionato italiano di pallacanestro maschile.
Iniziata il 24 settembre 2019, è stata sospesa definitivamente dalla Federazione Italiana Pallacanestro (FIP) il 7 aprile 2020 a seguito dell'emergenza dovuta alla pandemia di COVID-19, causa dell'interruzione di tutte le attività sportive in Italia. Il 7 maggio successivo la FIP ha deciso di non assegnare il titolo e di non procedere né a promozioni né a retrocessioni.

## Stagione

### Novità
Al via, le squadre partecipanti sono 17. Grazie ai risultati ottenuti nel campionato di Serie A2 2018-2019, quest'anno tornano a partecipare al campionato di massima serie Fortitudo Bologna, Virtus Roma e Universo Treviso. Rispetto alla stagione precedente invece non partecipano al campionato la retrocessa e fallita Auxilium Torino e Scandone Avellino, la quale non è riuscita ad iscriversi al campionato per problemi finanziari, accasandosi nel campionato di Serie B.

### Formula
La stagione regolare prevede che ogni squadra disputi 32 partite, giocando contro tutte le altre squadre due volte in un girone di andata ed uno di ritorno. Al termine verranno disputati dei play-off fra le migliori otto squadre in classifica. Al termine della stagione regolare le squadre classificate in 16ª e in 17ª posizione retrocederanno in Serie A2, mentre dalla serie cadetta saranno promosse due squadre, vincitrici dei due "gironi" dei play off (e finaliste del campionato)
Ad ogni squadra è concesso di avere in rosa 5 o 6 giocatori stranieri, scegliendo in alternativa una delle due seguenti soluzioni:
- 5 giocatori stranieri provenienti da qualsiasi paese + 5 giocatori di formazione italiana;
- 6 giocatori stranieri provenienti da qualsiasi paese + 6 giocatori di formazione italiana;

Scegliendo la formula del "5+5", la squadra accede ai premi distribuiti a fine anno; scegliendo invece la formula "6+6", il club non può competere per alcun premio e dovrà anche pagare una luxury-tax di 40.000 euro.

### Stagione
Il 7 aprile 2020 a seguito dell'emergenza dovuta alla pandemia di COVID-19, causa dell'interruzione di tutte le attività sportive in Italia.. Il 7 maggio successivo la FIP ha deciso di non assegnare il titolo e di non procedere né a promozioni né a retrocessioni.

## Squadre partecipanti
| Club              | Stagione | Città         | Palazzetto                   | Stagione precedente                                |
| ----------------- | -------- | ------------- | ---------------------------- | -------------------------------------------------- |
| Pall. Cantù       | dettagli | Cantù         | PalaDesio (Desio)            | 10ª in Serie A                                     |
| Pall. Trieste     | dettagli | Trieste       | PalaTrieste                  | 7ª in Serie A                                      |
| Olimpia Milano    | dettagli | Milano        | Mediolanum Forum (Assago)    | 1ª in Serie A                                      |
| Dinamo Sassari    | dettagli | Sassari       | PalaSerradimigni             | 4ª in Serie A                                      |
| Universo Treviso  | dettagli | Treviso       | PalaVerde                    | 2ª nel girone Est in Serie A2, promosso ai Playoff |
| Aquila Trento     | dettagli | Trento        | PalaTrento                   | 6ª in Serie A                                      |
| Fortitudo Bologna | dettagli | Bologna       | PalaDozza                    | 1ª nel girone Est in Serie A2, promosso            |
| Leonessa Brescia  | dettagli | Brescia       | PalaLeonessa                 | 12ª in Serie A                                     |
| Pall. Reggiana    | dettagli | Reggio Emilia | PalaBigi                     | 13ª in Serie A                                     |
| N.B. Brindisi     | dettagli | Brindisi      | PalaPentassuglia             | 5ª in Serie A                                      |
| Pall. Varese      | dettagli | Varese        | Palasport Lino Oldrini       | 9ª in Serie A                                      |
| Pistoia Basket    | dettagli | Pistoia       | PalaCarrara                  | 15ª in Serie A                                     |
| Virtus Bologna    | dettagli | Bologna       | PalaDozza                    | 11ª in Serie A                                     |
| Reyer Venezia     | dettagli | Venezia       | Palasport Taliercio (Mestre) | 3ª in Serie A, Campione                            |
| Vanoli Cremona    | dettagli | Cremona       | PalaRadi                     | 2ª in Serie A                                      |
| Virtus Roma       | dettagli | Roma          | Palazzo dello Sport          | 1ª nel girone Ovest in Serie A2, promosso          |
| V.L. Pesaro       | dettagli | Pesaro        | Vitrifrigo Arena             | 14ª in Serie A                                     |

### Allenatori e primatisti
| Squadra        | Allenatore                                      | Capitano            | Cestista più presente                                      | Miglior marcatore         |
| -------------- | ----------------------------------------------- | ------------------- | ---------------------------------------------------------- | ------------------------- |
| Cantù          | Cesare Pancotto                                 | Andrea La Torre     | 7 giocatori (20)                                           | Wes Clark (293)           |
| Trieste        | Eugenio Dalmasson                               | Daniele Cavaliero   | Daniele Cavaliero (22)                                     | DeQuan Jones (279)        |
| Milano         | Ettore Messina                                  | Andrea Cinciarini   | Andrea Cinciarini Paul Biligha (21)                        | Sergio Rodríguez (219)    |
| Sassari        | Gianmarco Pozzecco                              | Giacomo Devecchi    | 4 giocatori (21)                                           | Miro Bilan (309)          |
| Treviso        | Massimiliano Menetti                            | Matteo Imbrò        | Amedeo Tessitori Lorenzo Uglietti Matteo Chillo (21)       | David Logan (292)         |
| Trento         | Nicola Brienza                                  | Andrés Forray       | James Blackmon Justin Knox Andrés Forray (21)              | Alessandro Gentile (302)  |
| Fortitudo      | Antimo Martino                                  | Stefano Mancinelli  | 5 giocatori (21)                                           | Pietro Aradori (352)      |
| Brescia        | Vincenzo Esposito                               | David Moss          | 6 giocatori (21)                                           | Awudu Abass (297)         |
| Reggio Emilia  | Maurizio Buscaglia                              | Giuseppe Poeta      | 6 giocatori (21)                                           | Darius Johnson-Odom (326) |
| Brindisi       | Francesco Vitucci                               | Adrian Banks        | Darius Thompson Brown Raphael Gaspardo (21)                | Adrian Banks (423)        |
| Varese         | Attilio Caja                                    | Giancarlo Ferrero   | 7 giocatori (19)                                           | Josh Mayo (298)           |
| Pistoia        | Michele Carrea                                  | Gianluca Della Rosa | Terran Petteway Carl Wheatle Gianluca Della Rosa (21)      | Terran Petteway (359)     |
| Virtus Bologna | Aleksandar Đorđević                             | Filippo Baldi Rossi | Alessandro Pajola Filippo Baldi Rossi Giampaolo Ricci (20) | Miloš Teodosić (271)      |
| Venezia        | Walter De Raffaele                              | Michael Bramos      | 4 giocatori (21)                                           | Mitchell Watt (304)       |
| Vanoli Cremona | Romeo Sacchetti                                 | Travis Diener       | 4 giocatori (20)                                           | Wesley Saunders (280)     |
| Roma           | Piero Bucchi                                    | Giovanni Pini       | William Buford Amar Alibegović Giovanni Pini (22)          | Davon Jefferson (312)     |
| Pesaro         | Federico Perego (1ª-11ª) Giancarlo Sacco (12ª-) | Zach Thomas         | Jaylen Barford Simone Zanotti (20)                         | Jaylen Barford (320)      |

### Cambi di allenatore
| Squadra                           | Allenatore uscente  | Motivo                  | Data            | Posto in classifica | Allenatore entrante | Data            |
| --------------------------------- | ------------------- | ----------------------- | --------------- | ------------------- | ------------------- | --------------- |
| OriOra Pistoia                    | Paolo Moretti       | Fine contratto          | 12 maggio 2019  | Pre-season          | Michele Carrea      | 10 giugno 2019  |
| Carpegna Prosciutto Basket Pesaro | Matteo Boniciolli   | Dimissioni              | 14 maggio 2019  | Pre-season          | Federico Perego     | 14 giugno 2019  |
| Germani Basket Brescia            | Andrea Diana        | Risoluzione consensuale | 17 maggio 2019  | Pre-season          | Vincenzo Esposito   | 26 maggio 2019  |
| Grissin Bon Reggio Emilia         | Stefano Pillastrini | Licenziamento           | 19 maggio 2019  | Pre-season          | Maurizio Buscaglia  | 7 giugno 2019   |
| Acqua San Bernardo Cantù          | Nicola Brienza      | Fine contratto          | 28 maggio 2019  | Pre-season          | Cesare Pancotto     | 14 giugno 2019  |
| Dolomiti Energia Trento           | Maurizio Buscaglia  | Mutuo accordo           | 30 maggio 2019  | Pre-season          | Nicola Brienza      | 10 giugno 2019  |
| A\|X Armani Exchange Milano       | Simone Pianigiani   | Risoluzione consensuale | 11 giugno 2019  | Pre-season          | Ettore Messina      | 11 giugno 2019  |
| VL Pesaro                         | Federico Perego     | Esonerato               | 5 dicembre 2019 | 17ª (0–10)          | Giancarlo Sacco     | 5 dicembre 2019 |

## Stagione regolare
Nota: il campionato è stato sospeso definitivamente il 7 aprile 2020. Di conseguenza le partite mancanti non sono state disputate.

### Classifica
|  | Pos. | Squadra                     | PT | G  | V  | P  | PF   | PS   | Dif  | SD |
|  | ---- | --------------------------- | -- | -- | -- | -- | ---- | ---- | ---- | -- |
|  | 1.   | Segafredo Virtus Bologna    | 36 | 20 | 18 | 2  | 1719 | 1500 | +219 |    |
|  | 2.   | Banco di Sardegna Sassari   | 30 | 20 | 15 | 5  | 1703 | 1506 | +197 |    |
|  | 3.   | Germani Basket Brescia      | 28 | 21 | 14 | 7  | 1707 | 1554 | +153 |    |
|  | 4.   | A\|X Armani Exchange Milano | 28 | 21 | 14 | 7  | 1687 | 1555 | +132 |    |
|  | 5.   | Happy Casa Brindisi         | 26 | 21 | 13 | 8  | 1776 | 1696 | +80  |    |
|  | 6.   | Vanoli Basket Cremona       | 24 | 20 | 12 | 8  | 1627 | 1617 | +10  |    |
|  | 7.   | Umana Reyer Venezia         | 22 | 21 | 11 | 10 | 1638 | 1582 | +56  |    |
|  | 8.   | Pompea Fortitudo Bologna    | 22 | 21 | 11 | 10 | 1624 | 1670 | -46  |    |
|  | 9.   | Dolomiti Energia Trentino   | 22 | 21 | 11 | 10 | 1635 | 1665 | -30  |    |
|  | 10.  | Openjobmetis Varese         | 18 | 19 | 9  | 10 | 1570 | 1522 | +48  |    |
|  | 11.  | Acqua S.Bernardo Cantù      | 18 | 20 | 9  | 11 | 1533 | 1580 | -47  |    |
|  | 12.  | Grissin Bon Reggio Emilia   | 18 | 21 | 9  | 12 | 1741 | 1763 | -22  |    |
|  | 13.  | De'Longhi Treviso Basket    | 16 | 21 | 8  | 13 | 1620 | 1664 | -44  |    |
|  | 14.  | Virtus Roma                 | 14 | 21 | 7  | 14 | 1639 | 1787 | -148 |    |
|  | 15.  | Oriora Pistoia              | 14 | 21 | 7  | 14 | 1559 | 1735 | -176 |    |
|  | 16.  | Pallacanestro Trieste       | 12 | 21 | 6  | 15 | 1574 | 1690 | -116 |    |
|  | 17.  | Carpegna Prosciutto Pesaro  | 2  | 20 | 1  | 19 | 1583 | 1849 | -266 |    |

      Campione d'Italia.
      Ammesse ai playoff scudetto.
      Retrocesse in Serie A2
  Vincitrice del campionato italiano
  Vincitrice della Supercoppa italiana 2019
  Vincitrice della Coppa Italia 2020
Note:
- In caso di parità tra due squadre si considera la differenza canestri degli scontri diretti, in caso di scarto nullo si considera il coefficiente canestri (PF/PS). In caso di parità fra tre o più squadre si procede al calcolo della classifica avulsa, prendendo in considerazione come primo elemento il totale degli scontri diretti tra le squadre interne alla classifica avulsa, in caso di parità interna tra due squadre si prosegue con le regole per la parità tra due squadre.
- Pistoia Basket Pistoia rinuncia al prossimo campionato autoretrocedendo in A2.[21]

### Risultati
|                   | BOF   | BOV   | BRE   | BRI    | CAN   | CRE   | MIL   | PES    | PIS    | REG    | ROM    | SAS    | TNT    | TRV   | TRI   | VAR   | VEN    |
| ----------------- | ----- | ----- | ----- | ------ | ----- | ----- | ----- | ------ | ------ | ------ | ------ | ------ | ------ | ----- | ----- | ----- | ------ |
| Fortitudo Bologna | —     |       | 74–88 | 78–72  |       |       | 85–80 | 77–80  | 82–71  | 86–69  | 95–92  |        | 93–68  | 77–69 |       | 79–76 | 89–82  |
| Virtus Bologna    | 94–62 | —     |       | 99–87  | 89–70 |       | 83–70 | 106–89 | 90–60  |        | 74–67  |        |        | 84–79 |       | 87–80 | 75–70  |
| Brescia           |       | 80–82 | —     | 82–86  |       | 91–76 | 78–72 | 101–74 | 86–74  | 90–82  |        |        | 92–66  |       | 76–74 | 91–74 | 70–64  |
| Brindisi          |       |       | 88–78 | —      | 64–69 |       | 74–77 | 108–99 | 100–67 | 87–72  | 88–81  | 77–83  |        | 81–74 |       |       | 75–71  |
| Cantù             | 82–84 |       | 82–93 | 92–93  | —     |       |       |        |        | 75–92  | 74–76  | 79–87  | 78–72  | 77–74 |       | 74–67 | 81–77  |
| Cremona           | 80–73 | 78–66 |       | 93–89  | 54–78 | —     | 82–78 |        |        | 95–93  | 103–92 |        |        | 89–87 | 88–78 | 93–72 |        |
| Milano            |       |       | 65–73 | 89–92  | 83–89 | 77–74 | —     |        | 83–63  | 89–78  |        | 90–78  | 81–69  | 91–67 | 88–73 | 93–69 |        |
| Pesaro            | 72–80 | 79–94 |       | 77–103 | 72–87 | 63–74 | 65–71 | —      |        | 65–90  |        | 82–107 | 95–101 |       | 76–82 |       |        |
| Pistoia           |       | 78–88 |       |        | 77–69 | 84–71 |       | 91–79  | —      | 86–79  | 67–81  | 70–78  | 71–74  | 75–86 | 76–72 |       | 89–87  |
| Reggio Emilia     |       | 59–79 | 81–87 |        | 85–73 | 85–71 |       |        | 84–72  | —      | 96–88  |        | 76–84  |       | 87–86 | 81–74 | 85–104 |
| Roma              | 79–65 | 68–97 | 53–83 | 63–87  |       | 97–94 | 73–79 | 92–83  | 80–81  |        | —      | 88–93  |        | 69–81 | 82–72 |       |        |
| Sassari           | 86–80 | 91–77 | 76–70 |        |       | 84–74 |       | 99–79  |        | 100–81 | 108–72 | —      | 87–90  |       | 59–65 | 93–87 |        |
| Trento            |       | 77–83 | 63–56 | 78–67  | 79–71 | 79–89 |       |        | 88–75  | 81–103 | 82–88  | 73–76  | —      | 76–71 | 80–53 |       |        |
| Treviso           | 78–66 |       | 72–68 |        |       | 84–94 | 53–75 | 85–75  | 87–72  | 91–83  |        | 79–101 |        | —     |       | 79–84 | 90–79  |
| Trieste           | 89–69 | 85–89 | 76–74 | 72–80  | 86–96 |       | 67–85 |        | 97–80  |        |        | 83–82  |        | 69–61 | —     | 62–92 | 72–81  |
| Varese            | 83–60 |       |       | 102–78 |       |       |       | 103–87 | 91–60  |        | 99–69  | 52–74  | 81–86  |       | 91–85 | —     | 93–91  |
| Venezia           | 80–70 | 71–83 |       |        | 76–46 | 67–55 | 70–71 | 98–92  |        |        | 79–77  | 55–54  | 79–69  | 79–73 | 78–73 |       | —      |

#### Punteggi in divenire
|                   | 1ª | 2ª | 3ª | 4ª | 5ª | 6ª | 7ª | 8ª | 9ª | 10ª | 11ª | 12ª | 13ª | 14ª | 15ª | 16ª | 17ª | 18ª | 19ª | 20ª | 21ª | 22ª | 23ª | 24ª | 25ª | 26ª | 27ª | 28ª | 29ª | 30ª | 31ª | 32ª | 33ª | 34ª |
| ----------------- | -- | -- | -- | -- | -- | -- | -- | -- | -- | --- | --- | --- | --- | --- | --- | --- | --- | --- | --- | --- | --- | --- | --- | --- | --- | --- | --- | --- | --- | --- | --- | --- | --- | --- |
| Fortitudo Bologna | 2  | 4  | 4  | 6  | 6  | 8  | 8  | 8  | 10 | 12  | 12  | 14  | 14  | 16  | 16  | 16  | 18  | 18  | 18  | 20  | 20  | 22  |     |     |     |     |     |     |     |     |     |     |     |     |
| Virtus Bologna    | 2  | 4  | 6  | 8  | 10 | 12 | 14 | 16 | 18 | 18  | 20  | 20  | 22  | 22  | 24  | 26  | 28  | 30  | 32  | 34  | 36  |     |     |     |     |     |     |     |     |     |     |     |     |     |
| Brescia           | 2  | 4  | 4  | 6  | 6  | 6  | 8  | 10 | 10 | 12  | 12  | 14  | 14  | 16  | 18  | 20  | 22  | 24  | 26  | 26  | 26  | 28  |     |     |     |     |     |     |     |     |     |     |     |     |
| Brindisi          | 0  | 2  | 4  | 6  | 8  | 8  | 10 | 12 | 12 | 14  | 14  | 14  | 14  | 14  | 16  | 18  | 18  | 20  | 22  | 24  | 24  | 26  |     |     |     |     |     |     |     |     |     |     |     |     |
| Cantù             | 2  | 2  | 2  | 2  | 4  | 4  | 6  | 6  | 6  | 6   | 6   | 8   | 10  | 12  | 14  | 14  | 16  | 16  | 16  | 16  | 18  | 18  |     |     |     |     |     |     |     |     |     |     |     |     |
| Cremona           | 0  | 2  | 2  | 2  | 4  | 4  | 4  | 6  | 8  | 10  | 12  | 14  | 14  | 16  | 16  | 16  | 18  | 18  | 20  | 22  | 24  | 24  |     |     |     |     |     |     |     |     |     |     |     |     |
| Milano            | 2  | 2  | 4  | 4  | 4  | 6  | 8  | 10 | 10 | 12  | 14  | 16  | 18  | 20  | 20  | 20  | 20  | 22  | 22  | 24  | 26  | 28  |     |     |     |     |     |     |     |     |     |     |     |     |
| Pesaro            | 0  | 0  | 0  | 0  | 0  | 0  | 0  | 0  | 0  | 0   | 0   | 0   | 0   | 0   | 0   | 0   | 0   | 2   | 2   | 2   | 2   | 2   |     |     |     |     |     |     |     |     |     |     |     |     |
| Pistoia           | 0  | 0  | 0  | 0  | 0  | 0  | 2  | 2  | 4  | 4   | 6   | 6   | 8   | 10  | 10  | 10  | 10  | 10  | 10  | 10  | 12  | 14  |     | 14  |     |     |     |     |     |     |     |     |     |     |
| Reggio Emilia     | 0  | 0  | 2  | 4  | 6  | 8  | 8  | 8  | 8  | 10  | 10  | 10  | 12  | 12  | 12  | 14  | 14  | 14  | 16  | 18  | 18  | 18  |     |     |     |     |     |     |     |     |     |     |     |     |
| Roma              | 0  | 0  | 2  | 4  | 6  | 6  | 6  | 8  | 10 | 10  | 10  | 12  | 14  | 14  | 14  | 14  | 14  | 14  | 14  | 14  | 14  | 14  |     | 14  |     |     |     |     |     |     |     |     |     |     |
| Sassari           | 2  | 4  | 6  | 6  | 6  | 8  | 10 | 10 | 12 | 12  | 14  | 16  | 18  | 20  | 22  | 24  | 26  | 28  | 30  | 30  | 30  | 30  |     | 32  |     |     |     |     |     |     |     |     |     |     |
| Trento            | 2  | 4  | 4  | 4  | 4  | 6  | 6  | 8  | 8  | 8   | 10  | 10  | 10  | 10  | 12  | 14  | 14  | 16  | 16  | 18  | 20  | 22  |     |     |     |     |     |     |     |     |     |     |     |     |
| Treviso           | 0  | 0  | 2  | 2  | 4  | 4  | 6  | 6  | 8  | 10  | 10  | 12  | 12  | 12  | 12  | 12  | 12  | 12  | 12  | 14  | 16  | 16  |     |     |     |     |     |     |     |     |     |     |     |     |
| Trieste           | 0  | 0  | 0  | 2  | 4  | 4  | 4  | 4  | 4  | 4   | 6   | 6   | 6   | 6   | 6   | 8   | 10  | 10  | 10  | 10  | 12  | 12  | 12  | 14  |     |     |     |     |     |     |     |     |     |     |
| Varese            | 0  | 2  | 4  | 4  | 4  | 6  | 6  | 6  | 8  | 8   | 10  | 10  | 12  | 12  | 14  | 14  | 16  | 16  | 18  | 18  | 18  |     |     |     |     |     |     |     |     |     |     |     |     |     |
| Venezia           | 2  | 2  | 2  | 4  | 4  | 6  | 6  | 8  | 8  | 10  | 10  | 10  | 10  | 12  | 14  | 16  | 16  | 18  | 20  | 20  | 20  | 22  |     |     |     |     |     |     |     |     |     |     |     |     |

Legenda:
Si assegnano due punti per vittoria e zero per sconfitta. Non è contemplato il pareggio.
       Vittoria
       Sconfitta
       Turno di riposo

#### Classifica in divenire
|                   | 1ª | 2ª | 3ª | 4ª | 5ª | 6ª | 7ª | 8ª | 9ª | 10ª | 11ª | 12ª | 13ª | 14ª | 15ª | 16ª | 17ª | 18ª | 19ª | 20ª | 21ª | 22ª | 23ª | 24ª | 25ª | 26ª | 27ª | 28ª | 29ª | 30ª | 31ª | 32ª | 33ª | 34ª |
| ----------------- | -- | -- | -- | -- | -- | -- | -- | -- | -- | --- | --- | --- | --- | --- | --- | --- | --- | --- | --- | --- | --- | --- | --- | --- | --- | --- | --- | --- | --- | --- | --- | --- | --- | --- |
| Fortitudo Bologna | 4  | 5  | 8  | 4  | 7  | 5  | 7  | 9  | 6  | 5   | 6   | 6   | 7   | 6   | 6   | 7   | 6   | 7   | 9   | 8   | 8   | 8   |     |     |     |     |     |     |     |     |     |     |     |     |
| Virtus Bologna    | 5  | 3  | 2  | 1  | 1  | 1  | 1  | 1  | 1  | 1   | 1   | 1   | 1   | 1   | 1   | 1   | 1   | 1   | 1   | 1   | 1   | 1   |     |     |     |     |     |     |     |     |     |     |     |     |
| Brescia           | 6  | 4  | 5  | 5  | 4  | 7  | 4  | 4  | 4  | 4   | 7   | 7   | 6   | 4   | 4   | 3   | 3   | 3   | 3   | 3   | 3   | 3   |     |     |     |     |     |     |     |     |     |     |     |     |
| Brindisi          | 11 | 8  | 4  | 2  | 2  | 4  | 3  | 2  | 3  | 2   | 3   | 5   | 4   | 7   | 7   | 5   | 7   | 5   | 4   | 4   | 6   | 5   |     |     |     |     |     |     |     |     |     |     |     |     |
| Cantù             | 7  | 6  | 10 | 13 | 10 | 14 | 8  | 11 | 14 | 14  | 15  | 14  | 13  | 12  | 10  | 11  | 10  | 9   | 10  | 12  | 10  | 12  |     |     |     |     |     |     |     |     |     |     |     |     |
| Cremona           | 9  | 7  | 9  | 12 | 9  | 12 | 14 | 13 | 10 | 8   | 5   | 4   | 5   | 5   | 5   | 8   | 5   | 6   | 6   | 6   | 5   | 6   |     |     |     |     |     |     |     |     |     |     |     |     |
| Milano            | 2  | 9  | 7  | 8  | 11 | 8  | 5  | 5  | 7  | 6   | 4   | 3   | 3   | 3   | 3   | 4   | 4   | 4   | 5   | 5   | 4   | 4   |     |     |     |     |     |     |     |     |     |     |     |     |
| Pesaro            | 14 | 15 | 15 | 16 | 16 | 16 | 17 | 17 | 17 | 17  | 17  | 17  | 17  | 17  | 17  | 17  | 17  | 17  | 17  | 17  | 17  | 17  |     |     |     |     |     |     |     |     |     |     |     |     |
| Pistoia           | 15 | 13 | 16 | 17 | 17 | 17 | 16 | 16 | 16 | 16  | 16  | 16  | 15  | 15  | 15  | 15  | 15  | 15  | 15  | 15  | 15  | 15  |     |     |     |     |     |     |     |     |     |     |     |     |
| Reggio Emilia     | 12 | 12 | 11 | 11 | 6  | 3  | 6  | 7  | 8  | 7   | 9   | 11  | 9   | 11  | 14  | 9   | 12  | 12  | 11  | 9   | 12  | 11  |     |     |     |     |     |     |     |     |     |     |     |     |
| Roma              | 13 | 16 | 14 | 10 | 5  | 10 | 12 | 8  | 5  | 11  | 13  | 9   | 8   | 8   | 11  | 13  | 13  | 13  | 13  | 14  | 14  | 14  |     |     |     |     |     |     |     |     |     |     |     |     |
| Sassari           | 1  | 1  | 1  | 3  | 3  | 2  | 2  | 3  | 2  | 3   | 2   | 2   | 2   | 2   | 2   | 2   | 2   | 2   | 2   | 2   | 2   | 2   |     |     |     |     |     |     |     |     |     |     |     |     |
| Trento            | 3  | 2  | 6  | 7  | 14 | 11 | 10 | 6  | 9  | 13  | 8   | 12  | 14  | 14  | 13  | 10  | 11  | 10  | 12  | 10  | 9   | 9   |     |     |     |     |     |     |     |     |     |     |     |     |
| Treviso           | 16 | 14 | 13 | 14 | 12 | 15 | 11 | 14 | 12 | 9   | 11  | 8   | 11  | 9   | 12  | 14  | 14  | 14  | 14  | 13  | 13  | 13  |     |     |     |     |     |     |     |     |     |     |     |     |
| Trieste           | 10 | 17 | 17 | 15 | 15 | 13 | 15 | 15 | 15 | 15  | 14  | 15  | 16  | 16  | 16  | 16  | 16  | 16  | 16  | 16  | 16  | 16  |     |     |     |     |     |     |     |     |     |     |     |     |
| Varese            | 17 | 10 | 3  | 6  | 8  | 6  | 9  | 12 | 11 | 12  | 10  | 13  | 10  | 13  | 9   | 12  | 9   | 11  | 8   | 11  | 11  | 10  |     |     |     |     |     |     |     |     |     |     |     |     |
| Venezia           | 8  | 11 | 12 | 9  | 13 | 9  | 13 | 10 | 13 | 10  | 12  | 10  | 12  | 10  | 8   | 6   | 8   | 8   | 7   | 7   | 7   | 7   |     |     |     |     |     |     |     |     |     |     |     |     |

Legenda:
       Prima classificata
       Qualificate ai playoff scudetto
       Retrocesse in Serie A2

## Calendario
Nota: il campionato è stato sospeso definitivamente il 7 aprile 2020. Di conseguenza le partite mancanti non sono state disputate.
| andata (1ª)                   | andata (1ª) | 1ª giornata                                          | ritorno (18ª) | ritorno (18ª) |
|                               |             |                                                      |               |               |
| 24 set. 20:30                 | 72-80       | Carpegna Prosciutto Pesaro-Pompea Fortitudo Bologna  | 80-77         | 11 gen. 20:30 |
| 25 set. 20:30                 | 88-75       | Dolomiti Energia Trentino-Oriora Pistoia             | 74-71         | 12 gen. 20:45 |
| 25 set. 20:30                 | 74-67       | Segafredo Virtus Bologna-Virtus Roma                 | 97-68         | 12 gen. 16:30 |
| 25 set. 20:30                 | 90-82       | Germani Basket Brescia-Grissin Bon Reggio Emilia     | 87-81         | 11 gen. 20:00 |
| 26 set. 20:30                 | 78-73       | Umana Reyer Venezia-Pallacanestro Trieste            | 81-72         | 12 gen. 18:00 |
| 26 set. 20:30                 | 64-69       | Happy Casa Brindisi-Acqua S.Bernardo Cantù           | 93-92         | 12 gen. 17:00 |
| 26 set. 20:30                 | 52-74       | Openjobmetis Varese-Banco di Sardegna Sassari        | 87-93         | 12 gen. 18:30 |
| 26 set. 20:45                 | 53-75       | De'Longhi Treviso Basket-A\|X Armani Exchange Milano | 67-91         | 12 gen. 12:00 |
| Riposa: Vanoli Basket Cremona |             |                                                      |               |               |

| andata (2ª)                    | andata (2ª) | 2ª giornata                                          | ritorno (19ª) | ritorno (19ª) |
|                                |             |                                                      |               |               |
| 28 set. 20:30                  | 76-84       | Grissin Bon Reggio Emilia-Dolomiti Energia Trentino  | 103-81        | 18 gen. 20:00 |
| 29 set. 17:00                  | 65-73       | A\|X Armani Exchange Milano-Germani Basket Brescia   | 72-78         | 19 gen. 20:45 |
| 29 set. 17:30                  | 63-87       | Virtus Roma-Happy Casa Brindisi                      | 81-88         | 19 gen. 17:15 |
| 29 set. 18:00                  | 99-79       | Banco di Sardegna Sassari-Carpegna Prosciutto Pesaro | 107-82        | 19 gen. 18:00 |
| 29 set. 18:15                  | 78-88       | Oriora Pistoia-Segafredo Virtus Bologna              | 60-90         | 18 gen. 20:30 |
| 29 set. 18:30                  | 89-82       | Pompea Fortitudo Bologna-Umana Reyer Venezia         | 70-80         | 18 gen. 20:45 |
| 29 set. 19:00                  | 89-87       | Vanoli Basket Cremona-De'Longhi Treviso Basket       | 94-84         | 18 gen. 20:30 |
| 29 set. 20:45                  | 62-92       | Pallacanestro Trieste-Openjobmetis Varese            | 85-91         | 19 gen. 17:00 |
| Riposa: Acqua S.Bernardo Cantù |             |                                                      |               |               |

| andata (3ª)                        | andata (3ª) | 3ª giornata                                         | ritorno (20ª) | ritorno (20ª) |
|                                    |             |                                                     |               |               |
| 5 ott. 20:30                       | 73-76       | Dolomiti Energia Trentino-Banco di Sardegna Sassari | 90-87         | 25 gen. 20:30 |
| 5 ott. 20:45                       | 88-78       | Happy Casa Brindisi-Germani Basket Brescia          | 86-82         | 26 gen. 17:00 |
| 6 ott. 12:00                       | 88-73       | A\|X Armani Exchange Milano-Pallacanestro Trieste   | 85-67         | 26 gen. 17:30 |
| 6 ott. 12:00                       | 97-94       | Virtus Roma-Vanoli Basket Cremona                   | 92-103        | 26 gen. 17:00 |
| 6 ott. 17:00                       | 83-60       | Openjobmetis Varese-Pompea Fortitudo Bologna        | 76-79         | 26 gen. 20:45 |
| 6 ott. 17:30                       | 75-92       | Acqua S.Bernardo Cantù-Grissin Bon Reggio Emilia    | 73-85         | 25 gen. 20:45 |
| 6 ott. 18:15                       | 87-72       | De'Longhi Treviso Basket-Oriora Pistoia             | 86-75         | 26 gen. 18:30 |
| 6 ott. 21:00                       | 75-70       | Segafredo Virtus Bologna-Umana Reyer Venezia        | 83-71         | 25 gen. 20:30 |
| Riposa: Carpegna Prosciutto Pesaro |             |                                                     |               |               |

| andata (4ª)                 | andata (4ª) | 4ª giornata                                         | ritorno (21ª) | ritorno (21ª) |
|                             |             |                                                     |               |               |
| 12 ott. 20:30               | 67-81       | Oriora Pistoia-Virtus Roma                          | 81-80         | 2 feb. 18:00  |
| 13 ott. 12:00               | 59-65       | Banco di Sardegna Sassari-Pallacanestro Trieste     | 82-83         | 2 feb. 18:30  |
| 13 ott. 17:00               | 76-46       | Umana Reyer Venezia-Acqua S.Bernardo Cantù          | 77-81         | 2 feb. 17:00  |
| 13 ott. 17:30               | 89-92       | A\|X Armani Exchange Milano-Happy Casa Brindisi     | 77-74         | 1 feb. 20:30  |
| 13 ott. 18:00               | 92-66       | Germani Basket Brescia-Dolomiti Energia Trentino    | 56-63         | 2 feb. 17:30  |
| 13 ott. 18:30               | 85-71       | Grissin Bon Reggio Emilia-Vanoli Basket Cremona     | 93-95         | 2 feb. 20:45  |
| 13 ott. 19:00               | 79-94       | Carpegna Prosciutto Pesaro-Segafredo Virtus Bologna | 89-106        | 1 feb. 20:45  |
| 13 ott. 20:45               | 77-69       | Pompea Fortitudo Bologna-De'Longhi Treviso Basket   | 66-78         | 2 feb. 19:00  |
| Riposa: Openjobmetis Varese |             |                                                     |               |               |

| andata (5ª)                                                     | andata (5ª) | 5ª giornata                                       | ritorno (22ª) | ritorno (22ª) |
|                                                                 |             |                                                   |               |               |
| 19 ott. 19:00                                                   | 87-80       | Segafredo Virtus Bologna-Openjobmetis Varese      | —             | TBA           |
| 19 ott. 20:30                                                   | 76-74       | Pallacanestro Trieste-Germani Basket Brescia      | 74-76         | 9 feb. 19:00  |
| 19 ott. 20:45                                                   | 90-79       | De'Longhi Treviso Basket-Umana Reyer Venezia      | 73-79         | 9 feb. 18:00  |
| 20 ott. 17:00                                                   | 82-78       | Vanoli Basket Cremona-A\|X Armani Exchange Milano | 74-77         | 9 feb. 17:00  |
| 20 ott. 18:00                                                   | 79-65       | Virtus Roma-Pompea Fortitudo Bologna              | 92-95         | 8 feb. 20:30  |
| 20 ott. 18:30                                                   | 78-72       | Acqua S.Bernardo Cantù-Dolomiti Energia Trentino  | 71-79         | 9 feb. 17:30  |
| 20 ott. 19:00                                                   | 84-72       | Grissin Bon Reggio Emilia-Oriora Pistoia          | 79-86         | 9 feb. 20:45  |
| 20 ott. Archiviato il 28 aprile 2021 in Internet Archive. 20:45 | 108-99      | Happy Casa Brindisi-Carpegna Prosciutto Pesaro    | 103-77        | 9 feb. 12:00  |
| Riposa: Banco di Sardegna Sassari                               |             |                                                   |               |               |

| andata (6ª)                   | andata (6ª) | 6ª giornata                                          | ritorno (23ª) | ritorno (23ª) |
|                               |             |                                                      |               |               |
| 26 ott. 19:00                 | 76-71       | Dolomiti Energia Trentino-De'Longhi Treviso Basket   | —             | TBA           |
| 26 ott. 20:30                 | 80-82       | Germani Basket Brescia-Segafredo Virtus Bologna      | —             | TBA           |
| 26 ott. 20:45                 | 67-55       | Umana Reyer Venezia-Vanoli Basket Cremona            | —             | TBA           |
| 27 ott. 14:00                 | 73-79       | Virtus Roma-A\|X Armani Exchange Milano              | —             | TBA           |
| 27 ott. 17:00                 | 102-78      | Openjobmetis Varese-Happy Casa Brindisi              | —             | TBA           |
| 27 ott. 17:30                 | 65-90       | Carpegna Prosciutto Pesaro-Grissin Bon Reggio Emilia | —             | TBA           |
| 27 ott. 19:00                 | 82-71       | Pompea Fortitudo Bologna-Oriora Pistoia              | —             | TBA           |
| 27 ott. 20:45                 | 70-87       | Acqua S.Bernardo Cantù-Banco di Sardegna Sassari     | —             | TBA           |
| Riposa: Pallacanestro Trieste |             |                                                      |               |               |

| andata (7ª)                       | andata (7ª) | 7ª giornata                                         | ritorno (24ª) | ritorno (24ª) |
|                                   |             |                                                     |               |               |
| 2 nov. 20:30                      | 108-72      | Banco di Sardegna Sassari-Virtus Roma               | —             | TBA           |
| 3 nov. 12:00                      | 75-71       | Happy Casa Brindisi-Umana Reyer Venezia             | —             | TBA           |
| 3 nov. 17:00                      | 59-79       | Grissin Bon Reggio Emilia-Segafredo Virtus Bologna  | —             | TBA           |
| 3 nov. 17:30                      | 93-69       | A\|X Armani Exchange Milano-Openjobmetis Varese     | —             | TBA           |
| 3 nov. 18:00                      | 76-72       | Oriora Pistoia-Pallacanestro Trieste                | —             | TBA           |
| 3 nov. 18:30                      | 85-75       | De'Longhi Treviso Basket-Carpegna Prosciutto Pesaro | —             | TBA           |
| 3 nov. 19:00                      | 74-88       | Pompea Fortitudo Bologna-Germani Basket Brescia     | —             | TBA           |
| 3 nov. 21:00                      | 54-78       | Vanoli Basket Cremona-Acqua S.Bernardo Cantù        | —             | TBA           |
| Riposa: Dolomiti Energia Trentino |             |                                                     |               |               |

| andata (8ª)                       | andata (8ª) | 8ª giornata                                          | ritorno (25ª) | ritorno (25ª) |
|                                   |             |                                                      |               |               |
| 9 nov. 20:30                      | 95-101      | Carpegna Prosciutto Pesaro-Dolomiti Energia Trentino | —             | TBA           |
| 10 nov. 12:00                     | 91-74       | Germani Basket Brescia-Openjobmetis Varese           | —             | TBA           |
| 10 nov. 17:00                     | 74-76       | Acqua S.Bernardo Cantù-Virtus Roma                   | —             | TBA           |
| 10 nov. 17:30                     | 72-80       | Pallacanestro Trieste-Happy Casa Brindisi            | —             | TBA           |
| 10 nov. 18:00                     | 84-79       | Segafredo Virtus Bologna-De'Longhi Treviso Basket    | —             | TBA           |
| 10 nov. 19:00                     | 80-73       | Vanoli Basket Cremona-Pompea Fortitudo Bologna       | —             | TBA           |
| 10 nov. 20:45                     | 55-54       | Umana Reyer Venezia-Banco di Sardegna Sassari        | —             | TBA           |
| 11 nov. 20:30                     | 83-63       | A\|X Armani Exchange Milano-Oriora Pistoia           | —             | TBA           |
| Riposa: Grissin Bon Reggio Emilia |             |                                                      |               |               |

| andata (9ª)                 | andata (9ª) | 9ª giornata                                          | ritorno (26ª) | ritorno (26ª) |
|                             |             |                                                      |               |               |
| 16 nov. 20:30               | 100-81      | Banco di Sardegna Sassari-Grissin Bon Reggio Emilia  | —             | TBA           |
| 17 nov. 12:00               | 79-89       | Dolomiti Energia Trentino-Vanoli Basket Cremona      | —             | TBA           |
| 17 nov. 17:00               | 93-91       | Openjobmetis Varese-Umana Reyer Venezia              | —             | TBA           |
| 17 nov. 17:30               | 72-68       | De'Longhi Treviso Basket-Germani Basket Brescia      | —             | TBA           |
| 17 nov. 18:00               | 85-89       | Pallacanestro Trieste-Segafredo Virtus Bologna       | —             | TBA           |
| 17 nov. 18:30               | 85-80       | Pompea Fortitudo Bologna-A\|X Armani Exchange Milano | —             | TBA           |
| 17 nov. 19:00               | 77-69       | Oriora Pistoia-Acqua S.Bernardo Cantù                | —             | TBA           |
| 17 nov. 20:45               | 92-83       | Virtus Roma-Carpegna Prosciutto Pesaro               | —             | TBA           |
| Riposa: Happy Casa Brindisi |             |                                                      |               |               |

| andata (10ª)                     | andata (10ª) | 10ª giornata                                          | ritorno (27ª) | ritorno (27ª) |
|                                  |              |                                                       |               |               |
| 23 nov. 20:30                    | 81-74        | Grissin Bon Reggio Emilia-Openjobmetis Varese         | —             | TBA           |
| 24 nov. 17:00                    | 90-78        | A\|X Armani Exchange Milano-Banco di Sardegna Sassari | —             | TBA           |
| 24 nov. 17:30                    | 88-78        | Vanoli Basket Cremona-Pallacanestro Trieste           | —             | TBA           |
| 24 nov. 18:00                    | 101-74       | Germani Basket Brescia-Carpegna Prosciutto Pesaro     | —             | TBA           |
| 24 nov. 19:00                    | 100-67       | Happy Casa Brindisi-Oriora Pistoia                    | —             | TBA           |
| 24 nov. 19:30                    | 69-81        | Virtus Roma-De'Longhi Treviso Basket                  | —             | TBA           |
| 24 nov. 20:30                    | 79-69        | Umana Reyer Venezia-Dolomiti Energia Trentino         | —             | TBA           |
| 24 nov. 20:45                    | 82-84        | Acqua S.Bernardo Cantù-Pompea Fortitudo Bologna       | —             | TBA           |
| Riposa: Segafredo Virtus Bologna |              |                                                       |               |               |

| andata (11ª)                     | andata (11ª) | 11ª giornata                                          | ritorno (28ª) | ritorno (28ª) |
|                                  |              |                                                       |               |               |
| 30 nov. 20:30                    | 78-67        | Dolomiti Energia Trentino-Happy Casa Brindisi         | —             | TBA           |
| 1 dic. 12:00                     | 99-69        | Openjobmetis Varese-Virtus Roma                       | —             | TBA           |
| 1 dic. 17:00                     | 69-61        | Pallacanestro Trieste-De'Longhi Treviso Basket        | —             | TBA           |
| 1 dic. 17:30                     | 89-87        | Oriora Pistoia-Umana Reyer Venezia                    | —             | TBA           |
| 1 dic. 18:00                     | 76-70        | Banco di Sardegna Sassari-Germani Basket Brescia      | —             | TBA           |
| 1 dic. 18:30                     | 89-78        | A\|X Armani Exchange Milano-Grissin Bon Reggio Emilia | —             | TBA           |
| 1 dic. 20:15                     | 63-74        | Carpegna Prosciutto Pesaro-Vanoli Basket Cremona      | —             | TBA           |
| 1 dic. 20:30                     | 89-70        | Segafredo Virtus Bologna-Acqua S.Bernardo Cantù       | —             | TBA           |
| Riposa: Pompea Fortitudo Bologna |              |                                                       |               |               |

| andata (12ª)                | andata (12ª) | 12ª giornata                                           | ritorno (29ª) | ritorno (29ª) |
|                             |              |                                                        |               |               |
| 7 dic. 20:30                | 93-68        | Pompea Fortitudo Bologna-Dolomiti Energia Trentino     | —             | 5 apr. 18:15  |
| 8 dic. 12:00                | 86-74        | Germani Basket Brescia-Oriora Pistoia                  | —             | 5 apr. 18:15  |
| 8 dic. 16:30                | 65-71        | Carpegna Prosciutto Pesaro-A\|X Armani Exchange Milano | —             | 5 apr. 18:15  |
| 8 dic. 17:00                | 77-83        | Happy Casa Brindisi-Banco di Sardegna Sassari          | —             | 5 apr. 18:15  |
| 8 dic. 17:00                | 74-67        | Acqua S.Bernardo Cantù-Openjobmetis Varese             | —             | 5 apr. 18:15  |
| 8 dic. 18:00                | 78-66        | Vanoli Basket Cremona-Segafredo Virtus Bologna         | —             | 5 apr. 18:15  |
| 8 dic. 19:00                | 91-83        | De'Longhi Treviso Basket-Grissin Bon Reggio Emilia     | —             | 5 apr. 18:15  |
| 8 dic. 21:00                | 82-72        | Virtus Roma-Pallacanestro Trieste                      | —             | 5 apr. 18:15  |
| Riposa: Umana Reyer Venezia |              |                                                        |               |               |

| andata (13ª)                   | andata (13ª) | 13ª giornata                                       | ritorno (30ª) | ritorno (30ª) |
|                                |              |                                                    |               |               |
| 14 dic. 20:00                  | 82-88        | Dolomiti Energia Trentino-Virtus Roma              | —             | 11 apr. 18:15 |
| 14 dic. 20:30                  | 99-87        | Segafredo Virtus Bologna-Happy Casa Brindisi       | —             | 11 apr. 18:15 |
| 15 dic. 12:00                  | 86-80        | Banco di Sardegna Sassari-Pompea Fortitudo Bologna | —             | 11 apr. 18:15 |
| 15 dic. 17:00                  | 70-71        | Umana Reyer Venezia-A\|X Armani Exchange Milano    | —             | 11 apr. 18:15 |
| 15 dic. 17:30                  | 87-86        | Grissin Bon Reggio Emilia-Pallacanestro Trieste    | —             | 11 apr. 18:15 |
| 15 dic. 18:00                  | 103-87       | Openjobmetis Varese-Carpegna Prosciutto Pesaro     | —             | 11 apr. 18:15 |
| 15 dic. 18:30                  | 77-74        | Acqua S.Bernardo Cantù-De'Longhi Treviso Basket    | —             | 11 apr. 18:15 |
| 15 dic. 20:45                  | 84-71        | Oriora Pistoia-Vanoli Basket Cremona               | —             | 11 apr. 18:15 |
| Riposa: Germani Basket Brescia |              |                                                    |               |               |

| andata (14ª)                     | andata (14ª) | 14ª giornata                                          | ritorno (31ª) | ritorno (31ª) |
|                                  |              |                                                       |               |               |
| 21 dic. 20:30                    | 93-72        | Vanoli Basket Cremona-Openjobmetis Varese             | —             | 13 apr. 18:15 |
| 22 dic. 12:00                    | 91-79        | Oriora Pistoia-Carpegna Prosciutto Pesaro             | —             | 13 apr. 18:15 |
| 22 dic. 17:00                    | 91-77        | Banco di Sardegna Sassari-Segafredo Virtus Bologna    | —             | 13 apr. 18:15 |
| 22 dic. 17:30                    | 78-72        | Pompea Fortitudo Bologna-Happy Casa Brindisi          | —             | 13 apr. 18:15 |
| 22 dic. 18:00                    | 81-69        | A\|X Armani Exchange Milano-Dolomiti Energia Trentino | —             | 13 apr. 18:15 |
| 22 dic. 18:30                    | 85-104       | Grissin Bon Reggio Emilia-Umana Reyer Venezia         | —             | 13 apr. 18:15 |
| 22 dic. 19:00                    | 86-96        | Pallacanestro Trieste-Acqua S.Bernardo Cantù          | —             | 13 apr. 18:15 |
| 22 dic. 20:45                    | 53-83        | Virtus Roma-Germani Basket Brescia                    | —             | 13 apr. 18:15 |
| Riposa: De'Longhi Treviso Basket |              |                                                       |               |               |

| andata (15ª)                        | andata (15ª) | 15ª giornata                                       | ritorno (32ª) | ritorno (32ª) |
|                                     |              |                                                    |               |               |
| 25 dic. 20:30                       | 94-62        | Segafredo Virtus Bologna-Pompea Fortitudo Bologna  | —             | 17 apr. 18:15 |
| 26 dic. 17:30                       | 72-87        | Carpegna Prosciutto Pesaro-Acqua S.Bernardo Cantù  | —             | 17 apr. 18:15 |
| 26 dic. 18:00                       | 91-60        | Openjobmetis Varese-Oriora Pistoia                 | —             | 17 apr. 18:15 |
| 26 dic. 18:30                       | 79-77        | Umana Reyer Venezia-Virtus Roma                    | —             | 17 apr. 18:15 |
| 26 dic. 20:00                       | 91-76        | Germani Basket Brescia-Vanoli Basket Cremona       | —             | 17 apr. 18:15 |
| 26 dic. 20:30                       | 87-72        | Happy Casa Brindisi-Grissin Bon Reggio Emilia      | —             | 17 apr. 18:15 |
| 26 dic. 21:00                       | 80-53        | Dolomiti Energia Trentino-Pallacanestro Trieste    | —             | 17 apr. 18:15 |
| 27 dic. 20:30                       | 79-101       | De'Longhi Treviso Basket-Banco di Sardegna Sassari | —             | 17 apr. 18:15 |
| Riposa: A\|X Armani Exchange Milano |              |                                                    |               |               |

| andata (16ª)           | andata (16ª) | 16ª giornata                                         | ritorno (33ª) | ritorno (33ª) |
|                        |              |                                                      |               |               |
| 29 dic. 12:00          | 82-93        | Acqua S.Bernardo Cantù-Germani Basket Brescia        | —             | 19 apr. 18:15 |
| 29 dic. 15:30          | 83-70        | Segafredo Virtus Bologna-A\|X Armani Exchange Milano | —             | 19 apr. 18:15 |
| 29 dic. 17:15          | 81-86        | Openjobmetis Varese-Dolomiti Energia Trentino        | —             | 19 apr. 18:15 |
| 29 dic. 17:30          | 89-69        | Pallacanestro Trieste-Pompea Fortitudo Bologna       | —             | 19 apr. 18:15 |
| 29 dic. 18:00          | 98-92        | Umana Reyer Venezia-Carpegna Prosciutto Pesaro       | —             | 19 apr. 18:15 |
| 29 dic. 18:30          | 96-88        | Grissin Bon Reggio Emilia-Virtus Roma                | —             | 19 apr. 18:15 |
| 29 dic. 19:00          | 81-74        | Happy Casa Brindisi-De'Longhi Treviso Basket         | —             | 19 apr. 18:15 |
| 30 dic. 20:30          | 84-74        | Banco di Sardegna Sassari-Vanoli Basket Cremona      | —             | 19 apr. 18:15 |
| Riposa: Oriora Pistoia |              |                                                      |               |               |

| andata (17ª)        | andata (17ª) | 17ª giornata                                       | ritorno (34ª) | ritorno (34ª) |
|                     |              |                                                    |               |               |
| 4 gen. 20:30        | 70-64        | Germani Basket Brescia-Umana Reyer Venezia         | —             | 26 apr. 18:15 |
| 4 gen. 20:30        | 70-78        | Oriora Pistoia-Banco di Sardegna Sassari           | —             | 26 apr. 18:15 |
| 5 gen. 12:00        | 93-89        | Vanoli Basket Cremona-Happy Casa Brindisi          | —             | 26 apr. 18:15 |
| 5 gen. 17:00        | 83-89        | A\|X Armani Exchange Milano-Acqua S.Bernardo Cantù | —             | 26 apr. 18:15 |
| 5 gen. 17:30        | 77-83        | Dolomiti Energia Trentino-Segafredo Virtus Bologna | —             | 26 apr. 18:15 |
| 5 gen. 18:30        | 76-82        | Carpegna Prosciutto Pesaro-Pallacanestro Trieste   | —             | 26 apr. 18:15 |
| 5 gen. 19:00        | 79-84        | De'Longhi Treviso Basket-Openjobmetis Varese       | —             | 26 apr. 18:15 |
| 5 gen. 20:45        | 86-69        | Pompea Fortitudo Bologna-Grissin Bon Reggio Emilia | —             | 26 apr. 18:15 |
| Riposa: Virtus Roma |              |                                                    |               |               |

## Statistiche
Al 10 febbraio 2020.

### Punti a partita
|    | Giocatore       | Squadra           | PPG  |
| -- | --------------- | ----------------- | ---- |
| 1. | Adrian Banks    | N.B. Brindisi     | 21.2 |
| 2. | Ethan Happ      | Vanoli Cremona    | 18.0 |
| 3. | Pietro Aradori  | Fortitudo Bologna | 16.8 |
| 4. | Terran Petteway | Pistoia Basket    | 16.3 |
| 5. | Jaylen Barford  | V.L. Pesaro       | 16.0 |

### Assist
|    | Giocatore       | Squadra          | APG |
| -- | --------------- | ---------------- | --- |
| 1. | Stefan Marković | Virtus Bologna   | 6.7 |
| 2. | Luca Vitali     | Leonessa Brescia | 6.6 |
| 3. | Miloš Teodosić  | Virtus Bologna   | 6.1 |
| 4. | Gal Mekel       | Pall. Reggiana   | 5.6 |
| 5. | Aaron Craft     | Aquila Trento    | 5.2 |

### Rimbalzi
|    | Giocatore       | Squadra           | RPG |
| -- | --------------- | ----------------- | --- |
| 1. | Jeremy Simmons  | Pall. Varese      | 9.3 |
| 2. | Henry Sims      | Fortitudo Bologna | 8.9 |
| 3. | Ethan Happ      | Vanoli Cremona    | 8.9 |
| 4. | Davon Jefferson | Virtus Roma       | 8.3 |
| 5. | Angus Brandt    | Pistoia Basket    | 7.9 |

### Valutazione
|    | Giocatore       | Squadra           | VPG  |
| -- | --------------- | ----------------- | ---- |
| 1. | Ethan Happ      | Vanoli Cremona    | 23.4 |
| 2. | Henry Sims      | Fortitudo Bologna | 22.3 |
| 3. | Adrian Banks    | N.B. Brindisi     | 22.2 |
| 4. | Davon Jefferson | Virtus Roma       | 20.2 |
| 5. | Miro Bilan      | Dinamo Sassari    | 19.7 |

### Altre statistiche
| Categoria   | Giocatore       | Squadra          | Statistica |
| ----------- | --------------- | ---------------- | ---------- |
| Rubate      | Aaron Craft     | Aquila Trento    | 2.0        |
| Stoppate    | Kevarrius Hayes | Pall. Cantù      | 2.6        |
| Palle perse | Jerome Dyson    | Virtus Roma      | 3.4        |
| 2P%         | Josh Owens      | Pall. Reggiana   | 69.9%      |
| 3P%         | Michele Vitali  | Dinamo Sassari   | 51.9%      |
| FT%         | Awudu Abass     | Leonessa Brescia | 89.2%      |

## Premi e riconoscimenti

### Miglior giocatore della giornata
| Giornata | Giocatore          | Squadra           | Val. | Rif    |
| -------- | ------------------ | ----------------- | ---- | ------ |
| 1        | James Blackmon Jr. | Aquila Trento     | 30   | [ 24 ] |
| 2        | Josh Mayo          | Pall. Varese      | 43   | [ 25 ] |
| 3        | Adrian Banks       | N.B. Brindisi     | 42   | [ 26 ] |
| 4        | Tyler Stone        | N.B. Brindisi     | 36   | [ 27 ] |
| 5        | John Brown         | N.B. Brindisi     | 40   | [ 28 ] |
| 6        | Josh Mayo (2)      | Pall. Varese      | 29   | [ 29 ] |
| 6        | Reggie Upshaw      | Pall. Reggiana    | 29   | [ 29 ] |
| 7        | Dyshawn Pierre     | Dinamo Sassari    | 29   | [ 30 ] |
| 8        | Jerome Dyson       | Virtus Roma       | 27   | [ 31 ] |
| 9        | Julian Gamble      | Virtus Bologna    | 33   | [ 32 ] |
| 10       | Adrian Banks (2)   | N.B. Brindisi     | 33   | [ 33 ] |
| 11       | Kodi Justice       | Pall. Trieste     | 31   | [ 34 ] |
| 12       | Wesley Saunders    | Vanoli Cremona    | 30   | [ 35 ] |
| 13       | Giancarlo Ferrero  | Pall. Varese      | 35   | [ 36 ] |
| 14       | Henry Sims         | Fortitudo Bologna | 42   | [ 37 ] |
| 15       | Kyle Weems         | Virtus Bologna    | 31   | [ 38 ] |
| 16       | Dwayne Evans       | Dinamo Sassari    | 40   | [ 39 ] |
| 17       | Jason Clark        | Pall. Varese      | 36   | [ 40 ] |
| 18       | Dyshawn Pierre (2) | Dinamo Sassari    | 40   | [ 41 ] |
| 19       | Dyshawn Pierre (3) | Dinamo Sassari    | 44   | [ 42 ] |
| 20       | Ethan Happ         | Vanoli Cremona    | 34   | [ 43 ] |
| 21       | Ethan Happ (2)     | Vanoli Cremona    | 27   | [ 44 ] |

## Squadre italiane nelle competizioni europee
| Squadra                     | Competizione     | Andamento         |
| --------------------------- | ---------------- | ----------------- |
| A\|X Armani Exchange Milano | Euroleague       | Stagione regolare |
| Umana Reyer Venezia         | Eurocup          | Quarti di finale  |
| Segafredo Virtus Bologna    | Eurocup          | Quarti di finale  |
| Germani Basket Brescia      | Eurocup          | Top 16            |
| Dolomiti Energia Trento     | Eurocup          | Top 16            |
| Banco di Sardegna Sassari   | Champions League | Ottavi di finale  |
| Happy Casa Brindisi         | Champions League | Stagione regolare |